# Вуччино, Антонио Грегорио
Антонио Грегорио Вуччино (Antonio Gregorio Vuccino AA, 8.05.1891 г., Галисса, остров Сирос, Греция — 23.04.1968 г., Греция) — епископ Сироса и Милоса с 9 июня 1937 года по 29 мая 1947 год, архиепископ Корфу, Занте и Кефалинии с 29 мая 1947 года по 6 июля 1952 год, член монашеского ордена ассумпционистов.

## Биография
Антонио Грегорио Вуччино родился 8 мая 1891 года на греческом острове Сирос. Вступил в монашеский орден ассумпционистов.
11 мая 1918 года Антонио Грегорио Вуччино был рукоположён в священника. 9 июня 1937 года Римский папа Пий XI назначил Антонио Грегорио Вуччино епископом Сироса. 25 июля 1937 года состоялось рукоположение Антонио Грегорио Вуччино в епископа, которое совершил апостольский нунций в Турции архиепископ Анджело Джузеппе Ронкалли в сослужении с архиепископами Алессандро Гуидати и Павлом Киреджяном.
29 мая 1947 года Римский папа Пий XII назначил Антонио Грегорио Вуччино архиепископом Корфу, Занте и Кефалинии.
C 1961 по 1964 год Антонио Грегорио Вуччино участвовал в работе I, II, III и IV сессиях II Ватиканского собора.
6 июля 1952 года Антонио Грегорио Вуччино вышел на пенсию и был назначен титулярным архиепископом Апруса.
23 апреля 1968 года Антонио Грегорио Вуччино скончался.